# Pistol Auto 9mm 1A
 (mai 2020).
Le Pistol Auto 9mm 1A est un pistolet semi-automatique fabriqué par la Rifle Factory Ishapore. C'est une copie sous licence du pistolet Browning GP conçu par Inglis. Il s'agît du pistolet réglementaire de l'armée et de la police indiennes. 

## Histoire
En 1971, les travaux préliminaires ont débuté pour le Pistol Auto 9mm 1A. Le premier exemplaire est sorti de production en 1977, et la production de masse a commencé en 1981. 

## Caractéristiques
Il s'agit d'un pistolet semi-automatique opéré via un rechargement par recul, alimenté par chargeur, en calibre 9 × 19 mm Parabellum. Le chargeur a une capacité de 13 coups. 
Il peut également être équipé d'un silencieux.

## Utilisateurs
- Inde - Largement utilisé par les officiers subalternes des forces armées indiennes[3] et les forces de police comme arme de service ;  
  - police du Bengale-Occidental (en),
- Nepal - 15 000 exemplaires en service au sein des forces armées népalaises[4].